# Fontguenand
Fontguenand és un municipi francès, situat al departament de l'Indre i a la regió de Centre – Vall del Loira.

## Demografia
El 2018 tenia 242 habitants. El 2007 hi havia 108 famílies. Hi havia 133 habitatges: 109 habitatges principals, 17 segones residències i 7 desocupats.

## Economia
El 2007 la població en edat de treballar era de 152 persones de les quals 105 eren actives. Hi havia dues empreses alimentàries, cinc empreses de construcció, dues empreses de comerç i reparació d'automòbils, una empresa d'hostatgeria i restauració i una empresa de serveis. La principal activitat agrícola és la viticultara, dins de l'AOC Valençay i els formatges Valençay et Sainte-maure-de-Touraine.